# 小関里恵
小関 里恵（こせき りえ 1983年2月13日 - ）は、日本の女性声優。埼玉県出身。

## 出演ラジオドラマ
- TOKYO FM系TOKYO-FMホリデイ・スペシャル内ラジオドラマ（2004年11月23日）

　　　｢パートナーリング｣、｢部屋においでよ｣、｢最終案内｣
- TOKYO FM系（JFN）37局ネット「NISSAN あ、安部礼司〜BEYOND THE AVERAGE」　岩月 加奈役
- 東北放送｢プラットホーム｣　浜崎凪子（なぎこ）役（2007年 3月26日）
- ニッポン放送ヤンピース内ラジオドラマ BITTER SWEET Café｢ブルー･ブルー･ブルー｣　マイコ役（2007年7月30日～8月9日）
- ニッポン放送ヤンピース内ラジオドラマ BITTER SWEET Café｢クラウディット｣　ユイカ役（2007年11月5日～11月15日）
- JFN全国38局ネット年末特別番組｢銀色のハンドル｣　吉岡ヨウコ役（2007年12月31日～2008年1月1日）
- TOKYO FM系（JFN）38局ネット「【フラット35】 My Home My Life(マイホームマイライフ)」　妻・美雪役（2013年1月5日～）

## 出演舞台
- 「悪い冗談のよし子 (拙者ムニエル)」　小悪魔・九十九田役他（2008年7月31日～8月6日）
- 「男×女 (刈谷勇 presents)」　104オペレーター・桜井役（2009年5月8日～10日）